# فيجي
فيجي (بالفيجيّة: Matanitu ko Viti، وبالهندية الفيجية: फ़िजी) أو رسمياً جمهورية جزر فيجي (بالفيجيّة: Matanitu Tu-Vaka-i-koya ko Viti وبالهندية الفيجية: फ़िजी द्वीप समूह गणराज्य) هي دولة جزرية في ميلانيزيا في جنوب المحيط الهادئ نحو 2000 كلم شمال شرق الجزيرة الشمالية لنيوزيلندا. فأقرب جاراتها هي فانواتو إلى الغرب وكاليدونيا الجديدة التابعة لفرنسا إلى الجنوب الغربي وكرماديك التابعة لنيوزيلندا إلى الجنوب الشرقي وتونغا إلى الشرق وواليس وفوتونا التابعة لفرنسا وساموا إلى الشمال الشرقي وتوفالو إلى الشمال.
تشكلت أغلب جزر فيجي من خلال النشاط البركاني حوالي 150 مليون سنة مضت. لا تزال بعض الأنشطة الجوفية الحرارية ملحوظة في جزيرتي فانوا ليفو وتافيون. فيجي مأهولة بالسكان منذ الألف الثاني قبل الميلاد. تضم البلاد أرخبيلاً من أكثر من 332 جزيرة منها 110 مأهولة بصفة دائمة، وأكثر من 500 من الجزر الصغيرة التي تبلغ مساحتها تقريباً 18,300 كم2. الجزيرتان الرئيسيتان هما فيتي ليفو وفانوا ليفو وتضمان 87 ٪ من السكان البالغين 850,000 نسمة تقريباً. تضم الأولى سوفا عاصمة فيجي وأكبر مدنها. يعيش معظم سكان فيجي على سواحل فيتي ليفو، إما في سوفا أو في مراكز حضرية صغيرة. أما قلب جزبرة فيتي ليفو فالكثافة السكانية فيه ضئيلة جداً بسبب تضاريس الجزيرة.
في القرنين السابع عشر والثامن عشر، استكشف الهولنديون والبريطانيون فيجي. أصبحت فيجي مستعمرة بريطانية حتى عام 1970 حيث دام الاحتلال البريطاني لما يقرب من قرن من الزمان. بسبب وفرة الغابات والمعادن والموارد السمكية فإن فيجي واحدة من أكثر الاقتصادات نمواً بين جزر المحيط الهادئ. المصادر الرئيسية الحالية للنقد الأجنبي تأتي من صناعة السياحة وصادرات السكر. عملة البلاد هي الدولار الفيجي.
تمتلك فيجي نظام حكم محلي حيث تقع المجالس البلدية تحت الإشراف العام لوزارة الحكم المحلي والتنمية الحضرية. أصبح راتو إبيلي نيلاتيكو رئيس فيجي بعد أن حكمت المحكمة العليا بأن القيادة العسكرية المعينة بعد انقلاب عام 2006 غير شرعية. خلال الحرب العالمية الثانية، سمحت المملكة المتحدة لعدة آلاف من سكان فيجي بالتطوع للمساعدة في جهود الحلفاء عبر فرقة ملحقة بالقوات الأسترالية والنيوزيلندية. تتألف قوات جمهورية فيجي العسكرية من الجيش البري والقوة البحرية.

## أصل التسمية
تعرف الجزيرة الرئيسية في فيجي باسم فيتي ليفو ومنها اشتق اسم البلاد، رغم أن النطق الإنكليزي يعتمد على تسمية تونغا المجاورة للجزر. وصف ظهور التسمية على النحو التالي:

أعجب الفيجيون بداية بالوعي الأوروبي من خلال كتابات أعضاء بعثة كوك الذي التقى بهم في تونغا. وصفوا بأنهم محاربون هائلون وأكلة لحوم بشر شرسون وبناة أفضل السفن في منطقة الهادئ ولكنهم ليسوا بحارة مهرة. كانوا مصدر رعب بين أهالي تونغا، وكانت صناعاتهم قيمة وخصوصاً قماش اللحاء والهراوات وكان عليها طلب كبير. دعوا وطنهم باسم «فيتي»، لكن أهالي تونغا يسمونه «فيسي» وكان من هذا اللفظ الأجنبي الاسم فيجي الذي صدر عن الكابتن جيمس كوك وأصبحت الجزر تعرف به.

## التاريخ
يكشف فن صناعة الفخار من المدن الفيجية أن فيجي مأهولة بالسكان منذ حوالي 3500-1000 قبل الميلاد، على الرغم من أن مسألة الهجرة في المحيط الهادئ لا زالت قائمة. يعتقد أن شعب لابيتا أو أسلاف البولينيزيين كانوا أول من استقر في الجزر، لكن لا يعرف الكثير عنهم بعد وصول الميلانيزيين. قد يكون لهم بعض التأثير على الثقافة الجديدة. تظهر الأدلة الأثرية أنهم انتقلوا بعد ذلك إلى تونغا وساموا وحتى هاواي.
ظهرت أولى المستوطنات في فيجي عبر رحلات التجار والمستوطنين من الغرب منذ نحو 5000 عام. تم العثور على بقايا من فخار لابيتا في حفريات عديدة من أنحاء البلاد. تماثل جوانب من الثقافة الفيجية الثقافة الميلانيزية في غرب المحيط الهادئ ولكنها ترتبط ارتباطاً أوثق بالثقافات البولينيزية الأقدم مثل تلك في ساموا وتونغا. لا يخفى أن التجارة بين هذه الشعوب الثلاث تعود لوقت طويل قبل الاتصال الأوروبي وذلك من خلال الزوارق المصنوعة من الأشجار الفيجية الأصلية الموجودة في تونغا، إضافة إلى كون الكلمات التونغية جزءاً من لغة مجموعة جزر لاو. تم العثور على قدور صنعت في فيجي في ساموا وحتى في جزر ماركيساس.

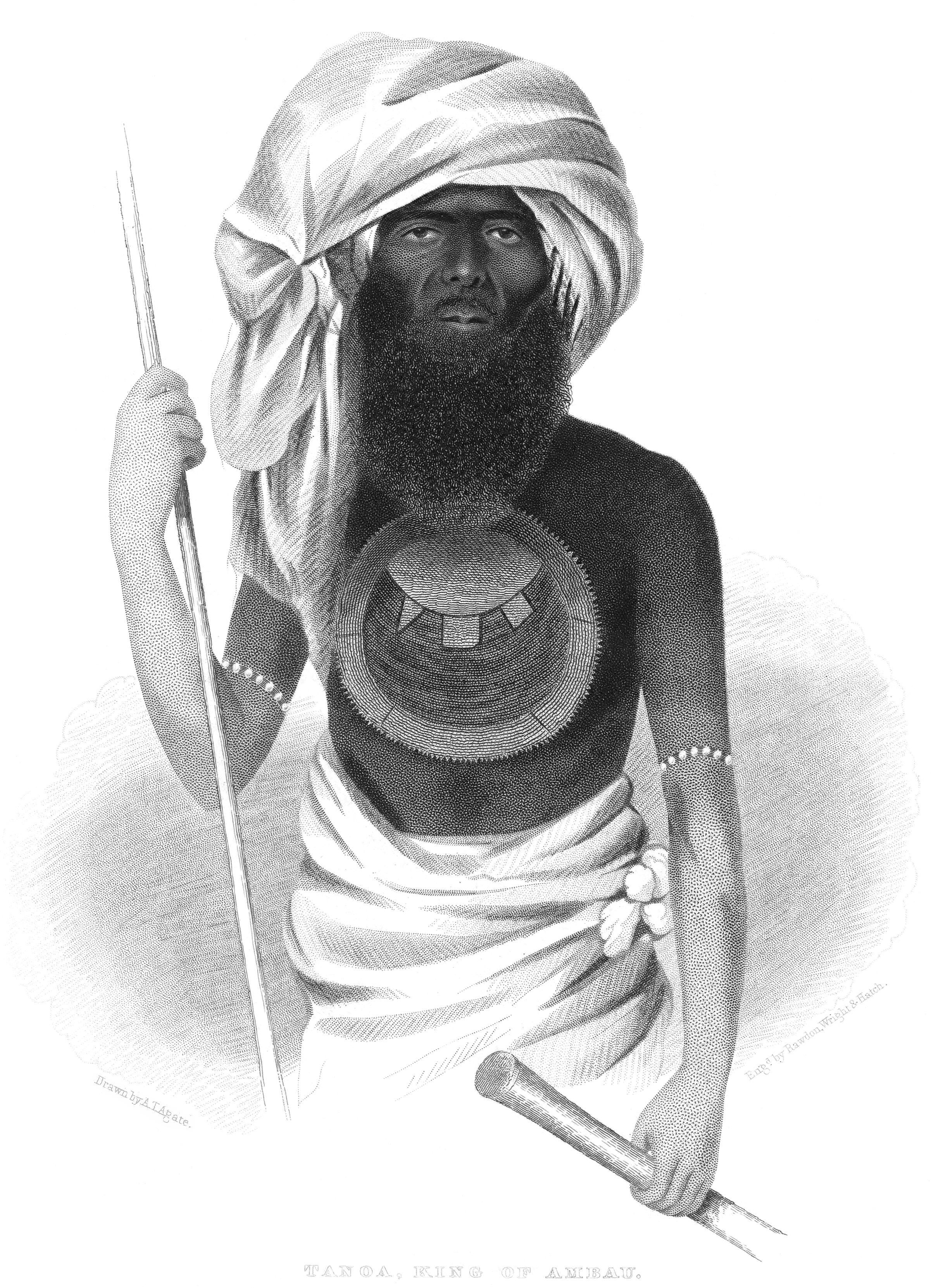
راتو تانوا فيساواكا

كانت فيجي أمة تتكلم العديد من اللغات على اكمل امتدادها البالغ 1000 كلم من الشرق إلى الغرب. كان تاريخ الجزر تاريخ استيطان ولكن أيضاً تاريخ هجرة. تطورت بذلك على مر القرون ثقافة فيجية فريدة. كانت الحروب المتواصلة وأكل لحوم البشر بين القبائل المتحاربة متفشية جداً وكانت شكلاً معتاداً في الحياة اليومية. خلال القرن التاسع عشر، يقال بأن راتو أودري أودري قد أكل 872 شخصًا حيث استخدم كومة من الحجارة لتسجيل إنجازاته. وفقًا لديريك سكار، «شهدت المناسبات الاحتفالية جثثاً قتلت حديثاً متراكمة لتناولها. كما كانت عبارة» كلني! «تحية طقسية مناسبة يؤديها العامة للزعيم.»  كما ذكر سكار أيضاً أن الأعمدة التي تدعم منزل الزعيم أو كاهن المعبد تستند بدورها على جثث أضحيات تدفن تحتها، انطلاقاً من فكرة أن روح الشخص المضحى به في الطقس ستدفع الآلهة للمساعدة في دعم البناء، كما تجري التضحية بالرجال كلما أريد تجديد البناء."  وأيضاً عند إطلاق قارب جديد، فإنه إذا لم يجرِ فوق رجال يسحقون حتى الموت فإنه لا يتوقع أن يطفو طويلاً". يطلق الفيجيون اليوم تسمية «زمن الشيطان» أو «نا غاونا ني تيفورو» على تلك الأيام. ردعت شراسة نمط حياة آكلي لحوم البشر البحارة الأوروبي من الاقتراب من المياه الفيجية، وأعطت فيجي اسم «جزر أكلة لحوم البشر»، كما لم تكن فيجي بدورها معروفة لبقية العالم الخارجي.
كان المستكشف الهولندي أبل تاسمان أول من زار فيجي في عام 1643 خلال بحثه عن القارة الجنوبية الكبرى. بينما بدأ الأوروبيون في استيطان الجزيرة بشكل دائم في بداية القرن التاسع عشر. كان أوائل المستوطنين الأوروبيين في فيجي من المبشرين وصائدي الحيتان والباحثين عن الشواطئ وأولئك المنخرطين في تجارة خشب الصندل وخيار البحر المزدهرة حينها.
كان راتو سيرو ابنيسا كاكوباو زعيمًا فيجيًّا وأميرًا من أمراء الحرب من جزيرة باو قبالة الساحل الشرقي لفيتي ليفو، والذي قام بتوحيد جزء من القبائل المتحاربة في فيجي تحت قيادته. ثم نصب نفسه ملكًا على فيجي أو توي فيتي، ومن ثم سمي بفونيفالو أو الحامي بعد تسليم فيجي لبريطانيا العظمى. أخضع البريطانيون الجزر باعتبارها مستعمرة في عام 1874، وجلبوا العمال الهنود المتعاقدين للعمل في مزارع السكر، لأن الحاكم البريطاني آنذاك وأيضًا أول حاكم لفيجي آرثر تشارلز هاملتون غوردون اعتمد سياسة عدم استخدام اليد العاملة المحلية وعدم التدخل في ثقافتهم وطريقتهم في الحياة. في 1875-1876 ذهبت الحصبة الوبائية بأرواح أكثر من 40,000 فيجي  أي ثلث السكان. كان عدد السكان في عام 1942 ما يقرب من 210,000 منهم 94,000 من الهنود و 102,000 من الفيجيين الأصليين و 2,000 من الصينيين و 5,000 من الأوروبيين.
منحت بريطانياً فيجي الاستقلال عام 1970. انقطع الحكم الديمقراطي في البلاد بانقلابين عسكريين في 1987 لأنه كان ينظر إلى الحكومة بأن الهنود الفيجيين هم من يسيطرون عليها. بينما كان الانقلاب الثاني عام 1987 ضد النظام الملكي الفيجي واستبدل الحاكم العام برئيس غير تنفيذي، تم تغيير تسمية البلاد إلى جمهورية فيجي (و إلى جمهورية جزر فيجي في عام 1997). ساهمت الانقلابات والاضطرابات المدنية المصاحبة بالهجرة الكبيرة للسكان الهنود في فيجي؛ أدى تراجع عدد السكان إلى صعوبات اقتصادية لكنه ضمن غالبية ميلانيزية في البلاد.

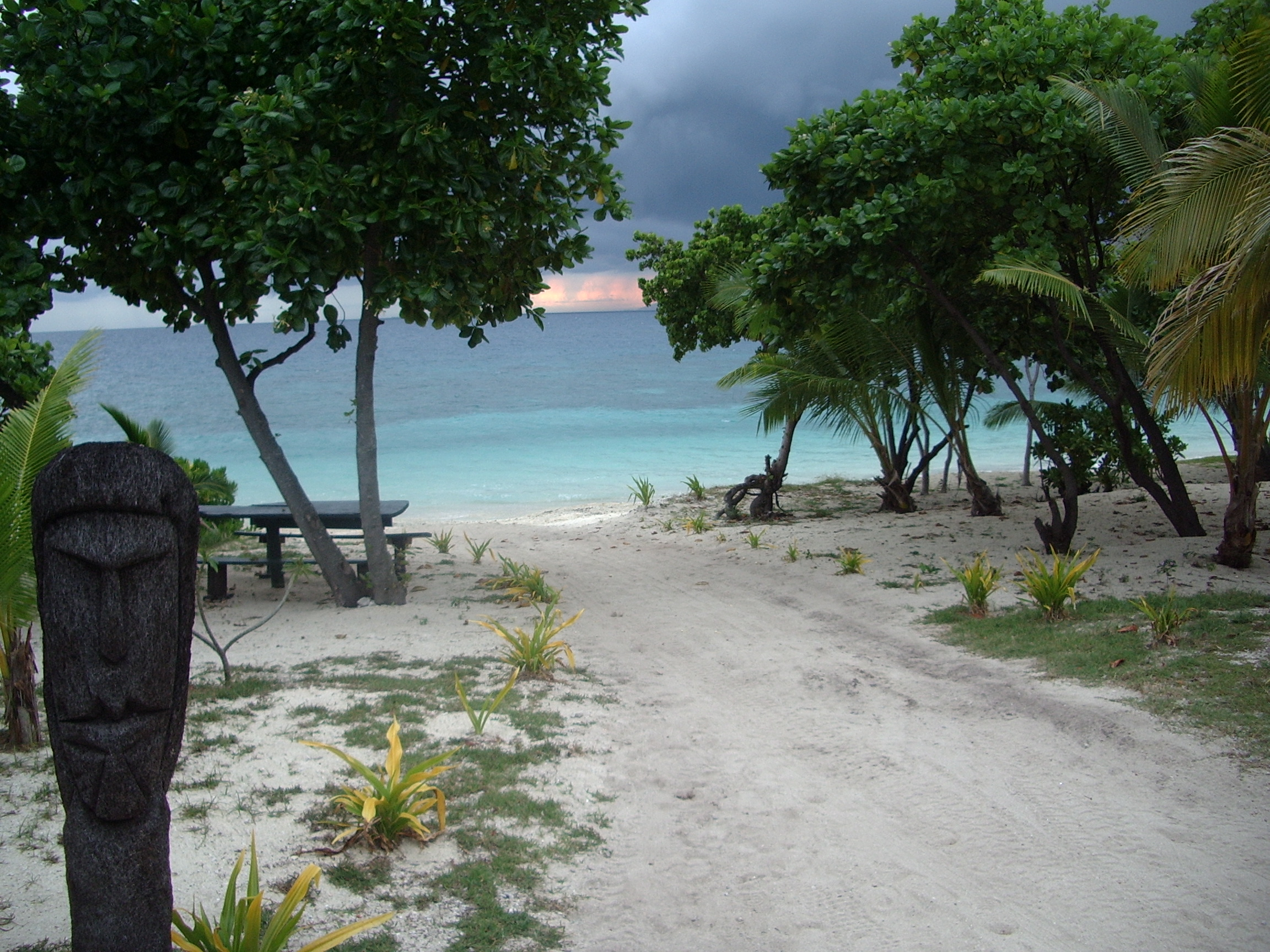
جزيرة باونتي في فيجي.

في عام 1990، أضفى الدستور الهيمنة المؤسسية للعرقية الفيجية على النظام السياسي. تشكلت الجماعة ضد التمييز العرقي (جارد) لمعارضة الدستور المفروض من جانب واحد واستعادة دستور عام 1970. أصبح سيتيفيني رابوكا وهو اللفتنانت كولونيل الذي نفذ انقلاب 1987 رئيساً للوزراء في عام 1992، في أعقاب الانتخابات التي جرت في ظل الدستور الجديد. بعد ثلاث سنوات، أسس رابوكا لجنة مراجعة الدستور، والتي أدت في عام 1997 إلى دستور جديد أيده معظم زعماء فيجي الأصليين والمجتمعات الهندية الفيجية. انضمت فيجي من جديد إلى الكومنولث البريطاني.

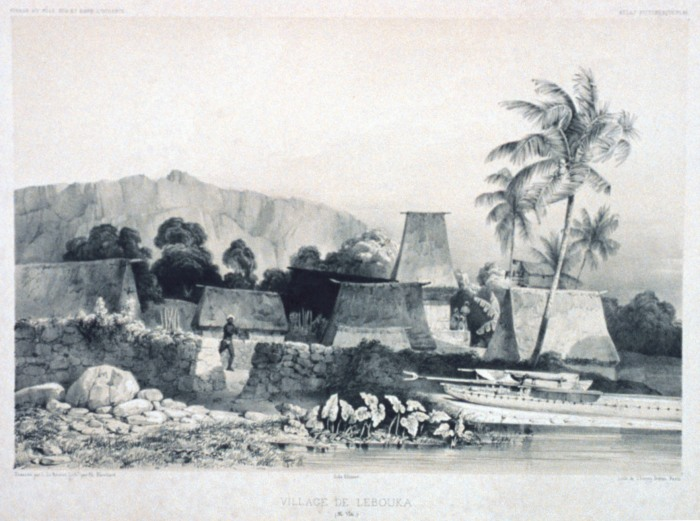
ليفوكا 1842

جلبت الألفية الجديدة انقلاباً آخر من قبل جورج سبيت الذي أطاح فعلياً بحكومة ماهندرا تشودري، الذي كان أول رئيس وزراء لفيجي من السكان الهنود بعد دستور عام 1997. تسلم الكومودور فرانك باينيماراما السلطة التنفيذية بعد استقالة الرئيس راتو سير كاميسي مارا. شهدت فيجي حركتي تمرد في ثكنة الملكة اليزابيث في سوفا ولاحقاً في عام 2000 عندما عاث الجنود المتمردون خراباً. كانت المحكمة العليا أمرت بإعادة الدستور وفي سبتمبر 2001 عقدت انتخابات عامة لاستعادة الديمقراطية التي فاز بها حزب سوكوسوكو دوافاتا ني ليوينيفانوا حزب رئيس الوزراء المؤقت لايسينيا كاراسي.
في 2005، وسط الكثير من الجدل، اقترحت حكومة كاراسي لجنة للمصالحة والوحدة تقوم السلطة بموجبها بدفع تعويض لضحايا انقلاب عام 2000، والعفو عن مرتكبيه. لكن الجيش عارض مشروع القانون بشدة وخصوصاً القائد العسكري الأعلى، فرانك باينيماراما. اتفق باينيماراما مع المنتقدين الذين قالوا أنه من العار منح العفو لأنصار الحكومة الحالية الذين لعبوا دورا في الانقلاب العنيف. أدى هجومه على التشريع الذي استمر دون كلل في مايو ويونيو ويوليو إلى زيادة التوتر في علاقته المتوترة بالفعل مع الحكومة. في أواخر نوفمبر وأوائل ديسمبر 2006 كان لباينيماراما دور فعال في الانقلاب العسكري. سلم باينيماراما قائمة من المطالب لكاراسي بعد وضع مشروع قانون أمام البرلمان والذي في جزء منه عرض العفو عن المشاركين في محاولة انقلاب عام 2000. أعطى كاراسي موعداً نهائياً في 4 ديسمبر للموافقة على هذه المطالب أو الاستقالة من منصبه. رفض كاراسي بشدة التنازل أو الاستقالة وفي 5 ديسمبر وقع الرئيس راتو جوزيفا ايلويلو مرسوماً بحل البرلمان بعد الاجتماع مع باينيماراما.
في أبريل 2009، حكمت محكمة الاستئناف في فيجي بعدم قانونية انقلاب 2006. أشعل هذا أزمة دستورية في البلاد. ألغى الرئيس إيلويلو الدستور، وعزل جميع شاغلي المناصب بموجب الدستور بما في ذلك جميع القضاة ومحافظ البنك المركزي. ثم أعاد تعيين بينيماراما رئيساً للوزراء بموجب «النظام الجديد» وفرض «قانون الطوارئ العام» ليحد من السفر الداخلي ويسمح بالرقابة على الصحافة.
بالنسبة لبلد من حجمها فإن فيجي تمتلك قواتاً مسلحة كبيرة ساهمت بشكل رئيسي في بعثات الأمم المتحدة لحفظ السلام في أنحاء مختلفة من العالم. بالإضافة إلى ذلك، يعمل عدد كبير من الأفراد العسكريين السابقين في القطاع الأمني المربح في العراق بعد غزوه عام 2003 بقيادة الولايات المتحدة.

## السياسة
تدور السياسة الفيجية عادة في إطار جمهورية برلمانية ديمقراطية تمثيلية، حيث رئيس وزراء فيجي هو رئيس الحكومة، والرئيس قائد الدولة، ونظام متعدد الأحزاب. تمارس السلطة التنفيذية من قبل الحكومة. تناط السلطة التشريعية في كل من الحكومة والبرلمان الفيجيين. السلطة القضائية مستقلة عن السلطتين التنفيذية والتشريعية.
منذ الاستقلال كانت هناك أربعة انقلابات في فيجي، اثنان في عام 1987، وآخر في عام 2000 والأخير في أواخر عام 2006. كان حكم الجيش في البلاد مباشراً أو مؤثراً بشكل كبير في الحكومات منذ عام 1987.

## جغرافيا

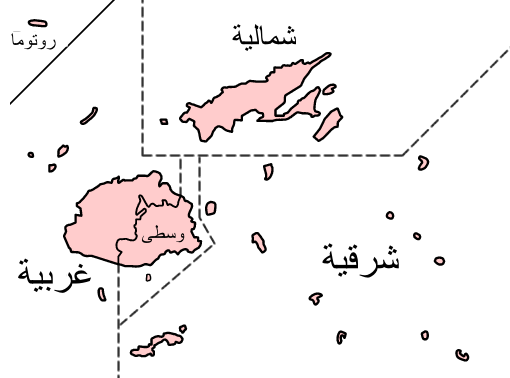
أقسام فيجي

تبلغ مساحة فيجي 193000 كم مربع وتمثل اليابسة حوالي 10% من هذه المساحة.
وتعتبر فيجي مفترق الطرق لجزر المحيط الهادي الجنوبي فهي تتوسط فانواتو ومملكة تونغا، ويقع الأرخبيل بين خطي طول 176 شرق و 178 غرب حيث يمر المدار 180 بجزيرة تافيوني.
تتألف فيجي من 322 جزيرة، أكبرها فيتي ليفو وفانوا ليفو. تقع العاصمة سوفا في فيتي ليفو، الجزيرة التي بها ما يقارب ثلاثة أرباع سكان فيجي. أهم مدن فيتي ليفو الأخرى نادي التي بها المطار الدولي، ومدينة لاوتوكا. وأشهر مدينتين في فانوا ليفو هما لاباسا وسافوسافو.
أبرز جزر فيجي جزيرة فيتي لفيو، وجزيرة فانوا لفيو وتشكل الجزيرتان 87% من مساحة فيجي، والتي تبلغ 18378 كم، والجزيرتان من أصل بركاني، والمظهر العام لها مضرس، وتحمي الجزر شواطئ مرجانية، والجزر الأخرى كجزيرة تافيوني وجزيرة كادافو بركانية أو رملية مرجانية بعضها غير مأهول.

## مناخ
حار بصفة عامة، والصيف يبدأ من نوفمبر إلى أبريل، حيث يسود الطراز الحار الرطب، والمطر يتساقط بغزارة في الشهور الباقية من السنة وتنمو الغابات الاستوائية في النطاق الجنوب الشرقي.

## سكان

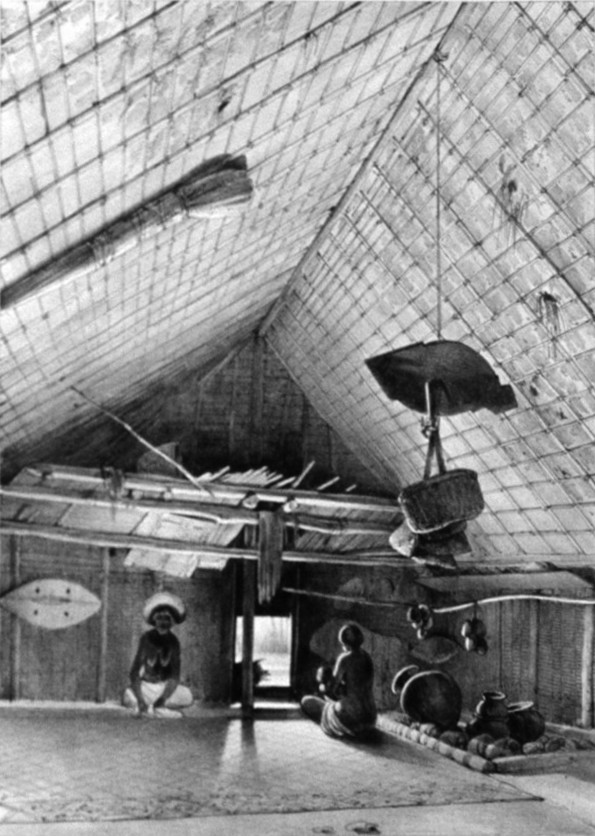
منظر داخلي لمنزل عام 1839

يشكل الهنود حوالي نصف السكان، وسكان فيجي الأصليين ينتمون إلى الميلانيزيون والبولينيزين، ويقدر عددهم بربع مليون نسمة، ويصل عدد الهنود الذين هاجروا في عهد الاحتلال البريطاني الآن أكثر من 270 ألف نسمة، وهناك حوالي 40 ألف نسمة من جنسيات أخرى مختلفة، وينتمي المسلمون بفيجي إلى العناصر الهندية والباكستانية، وجملة سكان فيجي حوالي 727 ألف نسمة في سنة 1408 هـ -1988م.

### الدين
الدين الرسمي للبلاد هو المسيحية.
ويعتبر الدين واحد من الاختلافات الرئيسية بين سكان فيجي الأصليين والفيجيون الهنود، حيث ينتمى أغلب سكان فيجي الأصليين إلى الدين المسيحي (97.2٪ حسب إحصاء 1996)، أما الفيجيون الهنود فأغلبيتهم هندوس (70.7٪) والمسلمون (17.9٪). ويذكر كتاب حقائق العالم الصادر عن وكالة الاستخبارات الأمريكية أن المسيحيين 64.5٪ (ميثوديون 34.6٪، كاثوليك 9.1٪, تجمعات الرب 4٪، الأدفنتست أو السبتيون (السبتية) 3.9٪، أنجليكان 0.8٪، آخرون 10.4٪)، الهندوس 27.9٪، المسلمون 6.3٪، السيخ 0.3٪، ديانات أخرى أو غير محددة 0.3٪، ملحدون 0.7٪ (إحصاء 2007).
أكبر طائفة مسيحية هي الكنيسة الميثودية لفيجى وروتوما حيث ينتمى إليها 36.2٪ من مجموع السكان (تضم ثلثى الفيجيين الأصليين تقريبا) وحصتها من السكان أعلى من أي طائفة أو دين آخر، أما الكاثوليك 8.9٪, تجمعات الرب 4٪، الأدفنتست أو السبتيون (السبتية) 2.9٪ وكنيسة يسوع المسيح لقديسي الأيام الأخيرة (المورمون) 2.2٪ فيشكلون نسبة كبيرة.
فيجى أيضا هي معقل للأبرشية الأنجليكانية البولينيزية (جزء من الكنيسة الأنجليكانية في نيوزيلندا وبولينيزيا)، تضم هذه الكنائس وكنائس الطوائف الأخرى أعداد صغيرة من الفيجيون الهنود حيث أن المسيحيين يشكلون 6.1٪ من الفيجيون الهنود. العديد من النشاط التبشيرى للروم الكاثوليك كان يتم عن طريق النيابة الرسولية لفيجي والتي منذ ذلك الحين، تمت إعادة تسميتها إلى أبرشية العاصمة (مطرانية) سوفا، والتي تمتد على كامل فيجي.
أغلب الهندوس ينتمون إلى سانتانا دارما (74.3٪ من كل الهندوس) والآخرون غير محدد انتمائهم (22٪). تدَعى طائفة أريا ساماج الصغيرة أن أعضائها يشكلَون 3.7٪ من كل الهندوس في فيجى.
غالبية المسلمون في فيجي (6.3٪ من عدد السكان) من أهل السنة والجماعة ويشكلون 59.7٪ أما الشيعة فيشكلون 36.7٪ وتشكل الجماعة الأحمدية أقلية (3.6٪ من المسلمين) وهي يعتبرها المسلمون جماعة من الزنادقة. يشكل السيخ 0.9٪ من الفيجيون الهنود و 0.9٪ من كل شعب فيجى وأسلافهم تعود إلى منطقة البنجاب في الهند. أما بالنسبة للدين البهائي فلديه أكثر من 21 مركز روحي محلي في كل فيجي ويعيش البهائيون في أكثر من 80 منطقة محلية. وقد أتى أول بهائي على الجُزر عام 1924 وكان نيوزيلندي. كما توجد أيضا أقلية يهودية وتنظم السفارة الإسرائيلية كل عام احتفالات بعيد الفصح ويحضرها 100 شخص.

### الإسلام في فيجي
انتقل الإسلام إليها مع هجرة العمالة من شبه القارة الهندية – الباكستانية، وذلك بين سنتي (1297هـ - 1335هـ) (1879م- 1916م) حيث وصل إلى فيجي 16,552 نسمة، كعمال للزراعة، وكان بينهم 7635 مسلماً من بينهم 2537 امرأة، ويمثل هذا العدد 12,61% من جملة المهاجرين من شبه القارة الهندية – الباكستانية، وبدأ الإسلام ينتشر بين سكان فيجي عن طريق هذه الجماعات المهاجرة، ثم هاجرت إلى البلاد جماعات مسلمة من جزر الهند الشرقية، ومن الملايو، ومن شرقي أفريقيا، وهكذا أخذ عدد المسلمين يزداد في جزر فيجي. وشكل المسلمون أول هيئة إسلامية في سنة (1345هـ - 1926م).
ويشكل عدد المسلمين 7,7% من جملة السكان، ويشكل المسلمين حوالي 15,9% من جملة الهنود والباكستانين المستوطنين بالبلاد، ويعيش 57,19 % من المسلمين في القرى، ويعيش المسلمين بالعاصمة سيوفا، وفي مقاطعة با، وفي مقاطعة ماكوانا، وفي مقاطعة روا.
يعاني المسلمون في فيجي من عدة تحديات، تأتي أولها من الهندوس، فقد نقل هؤلاء معهم التحديات التي يمارسها الهندوس ضد المسلمين بشبه القارة الهندية، كما يعانون من تحدي العناصر الأخرى الذين يعاملونهم على أنهم أقلية ضئيلة، ووصل الأمر إلى العديد من المصادمات بين المسلمين والهندوس على الرغم من أنهم ينتمون إلى موطن واحد.
يوجد حوالي 25 مسجداً في البلاد، تنتشر في أنحاء متفرقة وتشرف عليها الهيئة الإسلامية بفيجي، بُنيت كلها بجهود ذاتية، وأئمة هذه المساجد على قدر متواضع من الثقافة الإسلامية، لذلك فهم في حاجة إلى قسط أكبر من التوعية الإسلامية وإلى الكتب الإسلامية المترجمة إلى لغة البلاد فلا تزال الكتب الإسلامية بالترجمة الأردية أو الإنجليزية وكذلك الحاجة على تنشيط التعليم الإسلامي وتحسين مستوى مناهجه ومعلميه.

## التقسيم الإداري
تنقسم فيجي إدارياً إلى 4 أقسام (Divisions ) وهذه الأقسام تنقسم إلى محافظات (Province ) وهي المستوى الإداري الأول وبالإضافة إلى هذه المحافظات توجد جزيرة تدار بحكم ذاتي وتعرف بالتبيعة (Dependency). وهذه التعبية خارج حدود الأربع أقسام. كل قسم يدار بواسطة مفوض (Commissioner ) معيّن بواسطة الحكومة الفيجية. في الحقيقة هذه الأقسام ماهي إلا تجمعات للمحافظات ولها قليل من الوظائف. وهي الحاضنة للتعاون فيما بين المحافظات التابعة لها. كل محافظة لها مجلس محافظي (provincial council) والذي يضع اللوائح ويفرض الضرائب تحت موافقة مجلس الشئون الفيجية (Fijian Affairs Board) والتي هي مؤسسة تابعة للحكومة. والمجلس كذلك يصادق على اختيار المدير التنفيذي للمحافظة (Roko Tui) ويكون عادةً أعلى رئيس على الرغم من أن المفوض يتم اختياره في بعض الأحيان.
تحت مستوى المحافظات توجد الضواحي والقرى وهي قائمة على عدة شبكات من العوائل الكبيرة ولها زعيم ومجلس خاص بها. الإدارة الفيجية للسكان الأصليين تقوم على القرية أو كورو (koro) يقودها زعيم قرية أو توراغا (Turaga ni Koro) منتخب أو مختار من قبل سكان القرية. عدة قرى تتجمع لتكون تيكينا (Tikina )، ومن اثنين تيكينا إلى أكثر تكون محافظة. بالإضافة إلى ذلك بدأ تشكل البلديات في المدن مثل سوفا ولاوتوكا و 10 بلدات أخرى. كل يحتوي على مجلس مدينة أو مجلس بلدية منتخب لثلاث سنوات، ويحكم بواسطة عمدة يتم اختياره بواسطة مستشارين من بين أعضاء المجلس. في 15 فبراير 2006 أعلنت الحكومة تشريع لتغير مدة الحكومة المحلية من ثلاث سنوات إلى أربع سنوات.

محافظات فيجي

| القسم (العاصمة)  | المحافظة               | المساحة كم² | تعداد السكان (2007) |
| ---------------- | ---------------------- | ----------- | ------------------- |
| الأوسط (سوفا)    | محافظة نايتاسيري       | 1666        | 160,760             |
| الأوسط (سوفا)    | محافظة ناموسي          | 570         | 6,898               |
| الأوسط (سوفا)    | محافظة ريوا            | 272         | 100,787             |
| الأوسط (سوفا)    | محافظة سيروا           | 830         | 18,249              |
| الأوسط (سوفا)    | محافظة تيلفو           | 755         | 55,692              |
| الشمالي (لاباسا) | محافظة بوا             | 1379        | 14,176              |
| الشمالي (لاباسا) | محافظة كاكاودروف       | 2816        | 49,344              |
| الشمالي (لاباسا) | محافظة ماكواتا         | 2004        | 72,441              |
| الشرقي (ليفوكا)  | محافظة كادافو          | 478         | 10,167              |
| الشرقي (ليفوكا)  | محافظة لاو             | 487         | 10,683              |
| الشرقي (ليفوكا)  | محافظة لومايفيتي       | 411         | 16,461              |
| الغربي (لاوتوكا) | محافظة با              | 2634        | 231,760             |
| الغربي (لاوتوكا) | محافظة نادروغا ونافوسا | 2385        | 58,387              |
| الغربي (لاوتوكا) | محافظة را              | 1341        | 29,464              |

## الاقتصاد
الاقتصاد الزراعي دعامة ثروة فيجي، ويعمل بالزراعة 40% من القوة العاملة، فسكر القصب يمثل حوالي نصف صادرات فيجي، وأبرز الحاصلات الغذائية تارو واليام وجوز الهند، وفواكه المناطق المدارية، مثل الموز والمانجو، وهناك ثروة غابية منها أخشاب الماهوجني والساج، ومعدن الذهب الذي يحتل مكانة مهمة في صادرتها، كما معدن المنجنيز والفضة والنحاس.

## ثقافة
عبارة عن فسيفساء غنية من السكان الأصليين، والتقاليد الهندية والصينية والأوروبية، ويشمل النظام السياسي الاجتماعي، واللغة، والأغذية، والملابس، والنظم العقائدية والعمارة والفنون والحرف اليدوية والموسيقى والرقص والرياضة.
الثقافة الأصلية كثيرة النشاط والحيوية، وتشكل جزءا من الحياة اليومية لغالبية السكان. ومع ذلك، فإنه قد تطورت مع الأخذ من الثقافات القديمة مثل تلك الهندية والصينية، وكذلك تأثير كبير من أوروبا، والعديد من الدول المجاورة والمحيط الهادئ في فيجي، وذلك أساسا لتونغا والروتومان. ثقافة فيجي خلقت فريدة من حيث الطائفية والهوية الوطنية.

## الأعياد الرسمية
من الأعياد الرسمية في الدولة
- رأس السنة الميلادية
- المولد النبوي
- جمعة الآلام
- ديوالي
- عيد الميلاد
- يوم الصناديق (بوكسينج داي)
- أسبوع فيجي
- عيد ميلاد الملكة

## العملة الرسمية
الدولار الفيجي هو العملة الرسمية المتداولة في البلاد، وتظهر في شكل عملات معدنية من فئة 2 و 5 و 10 و 20 و 50 دولارا، إلى جانب الدولارات الورقية من فئة 10 و 20 و 50 دولارا.

## وصلات خارجية
- أطلس ويكيميديا حول Fiji
- معلومات جغرافية متعلقة بفيجي على خريطة الشارع المفتوح
- Fiji  على كتاب حقائق العالم
- فيجي على مشروع الدليل المفتوح